# Secundino Zuazo
Secundino Zuazo Ugalde (Bilbao, 21 mei 1887 - Madrid, 12 juli 1971) was een Spaans architect en stadsplanner. Hij werd geboren in Bilbao en behaalde in Madrid zijn diploma aan de School voor Architectuur. Hij leefde in Madrid tot zijn dood in 1971.
In zijn beginjaren werd het werk van Zuazo gekarakteriseerd door traditionalisme, maar na een trip naar Nederland geraakte hij geïnspireerd door de rationele en simplistische ontwerpen aldaar. Hierdoor begon hij zich veelal te focussen op functionaliteit. Gedurende de Tweede Spaanse Republiek was hij stadsplanner op staatsniveau. Het was de productiefste fase in zijn carrière. Toen de Spaanse Burgeroorlog uitbrak zag hij zich genoodzaakt te vluchten naar Frankrijk.
Even hiervoor was de bouw aan de nieuwe ministeries in Madrid begonnen. De bouw werd na de burgeroorlog gecompleteerd door architecten die aangesteld waren door het Fascistische regime. Zij volgden grotendeels het initiële ontwerp van Zuazo, maar er werden ook de nodige aanpassingen gedaan aan zijn ontwerp. Een ander beroemd ontwerp van Zuazo is het huis van bloemen (Spaans: Casa de las Flores). Het ontwerp richtte zich speciaal op het hebben van voldoende hygiëne en lichtinval, aspecten die bij veel andere huizen in Madrid toentertijd een probleem waren.

## Galerij

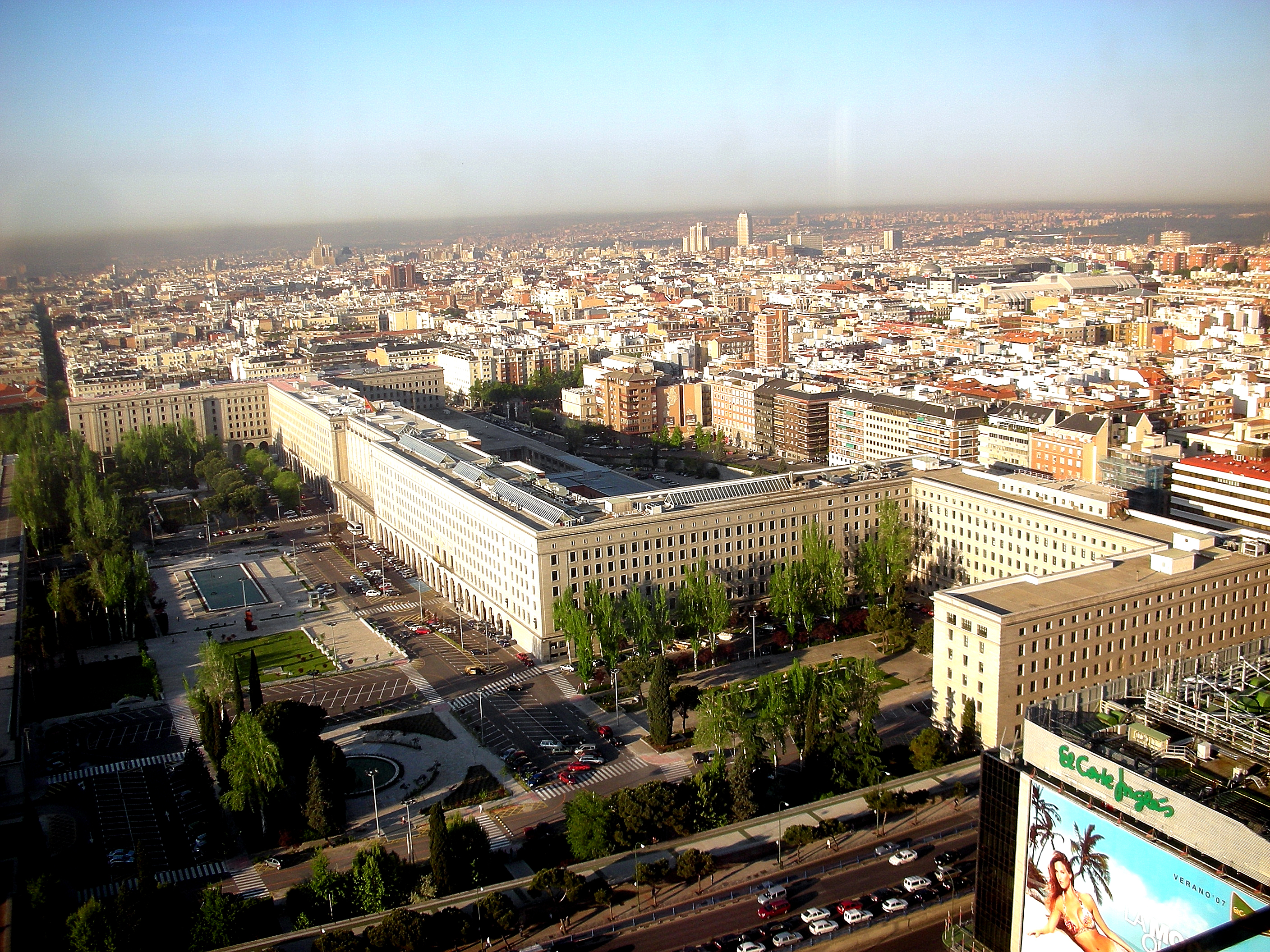
Nuevos Ministerios
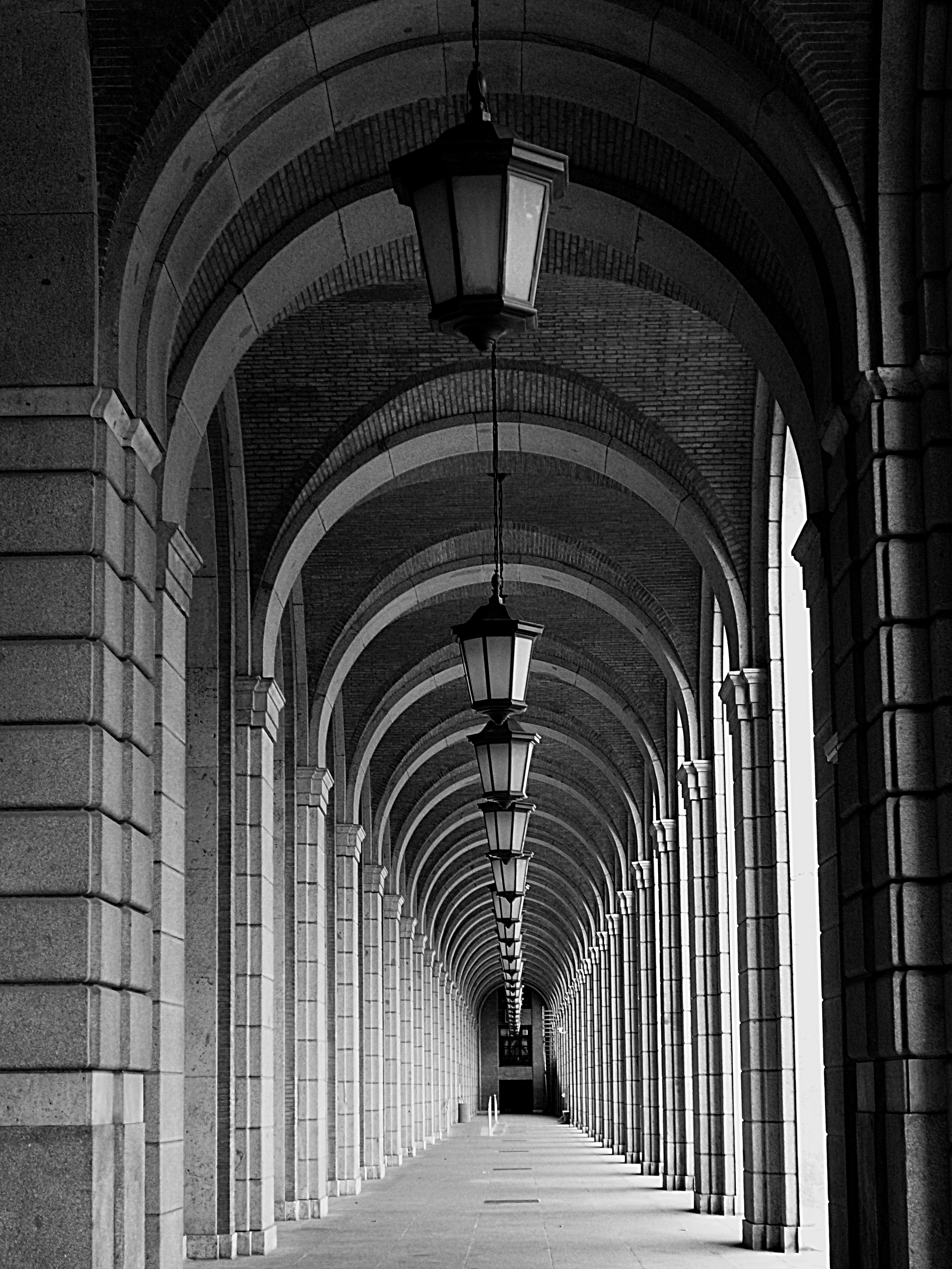
Zuilengang in het Nuevos Ministerios
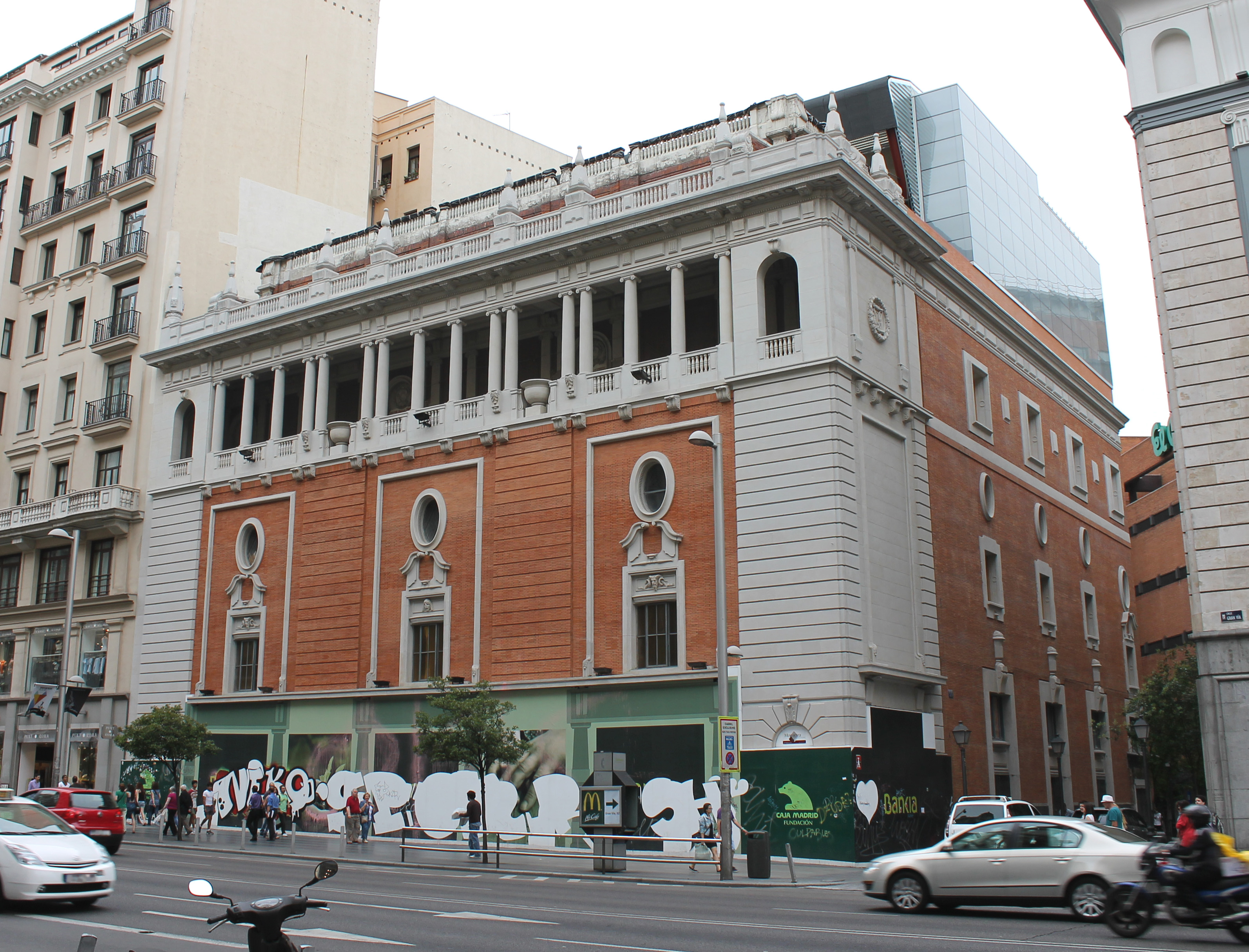
Palacio de la Música
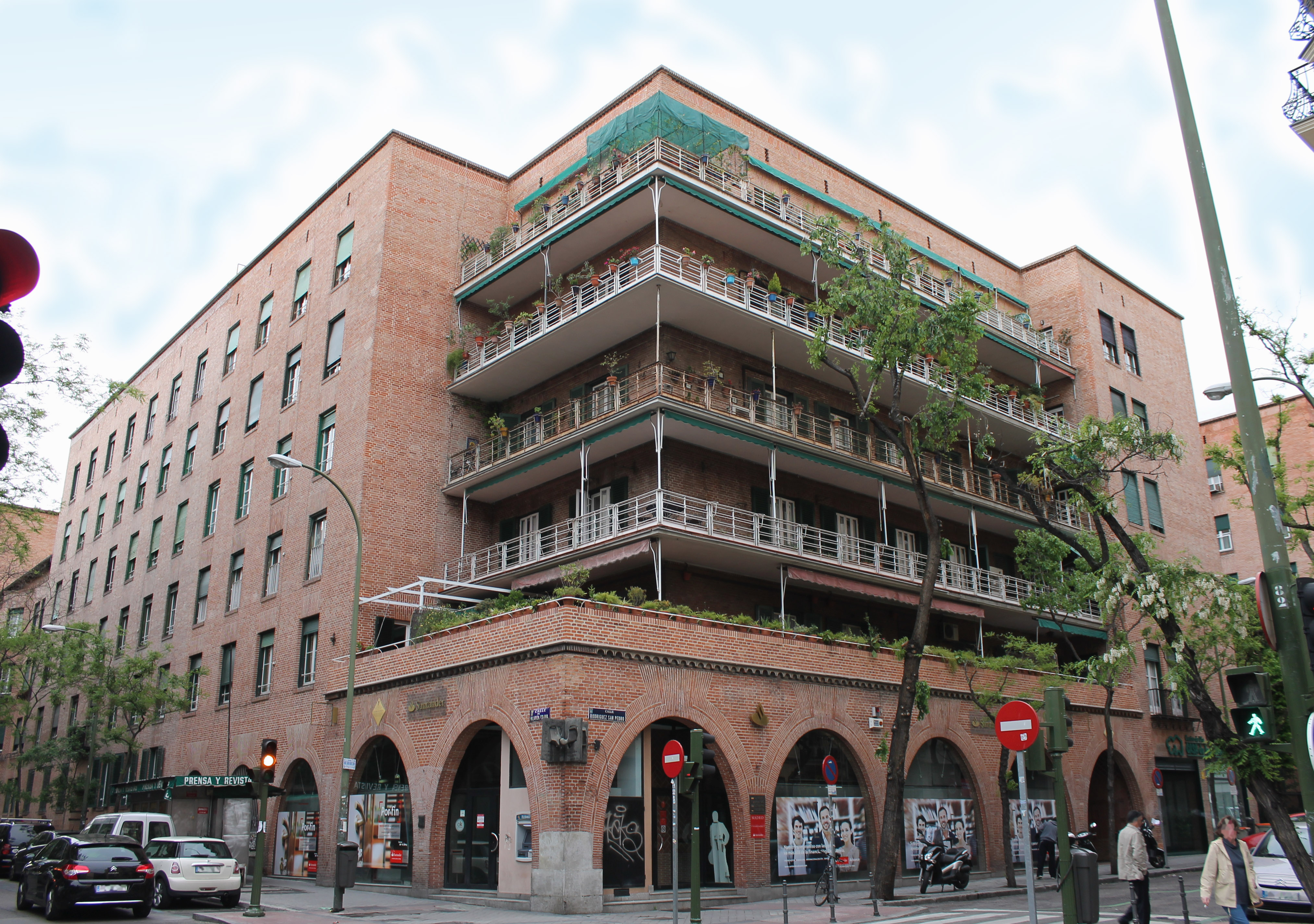
Casa de las Flores

- Bibsys: 5101281
- Biblioteca Nacional de España: XX1069731
- Bibliothèque nationale de France: cb156106749 (data)
- Catàleg d'autoritats de noms i títols de Catalunya: 981058516117606706
- Gemeinsame Normdatei: 129989991
- International Standard Name Identifier: 0000 0001 2139 8490
- Library of Congress Control Number: n85255341
- Nationale Bibliotheek van Tsjechië: jx20070601016
- Nationale Bibliotheek van Israël: 987007276201805171
- Nederlandse Thesaurus van Auteursnamen: 085028150
- Système universitaire de documentation: 117647985
- Union List of Artist Names: 500224893
- Virtual International Authority File: 74947327
- WorldCat: E39PBJhmJjPJXm7xHFgKD7cdcP